# サボルチ・サトマール・ベレグ県
サボルチ・サトマール・ベレグ県（Szabolcs-Szatmár-Bereg (ハンガリー語: Szabolcs-Szatmár-Bereg vármegye, 発音 [ˈsɒbolt͡ʃ ˈsɒtmaːr ˈbɛrɛɡ])）は、ハンガリーの県。県都はニーレジハーザ。人口は約57万人。
ハンガリーの北東端に位置する県であり、北端でウクライナ、東端でルーマニアと国境を接している。わずかだがスロヴァキアとも国境を接している。ウクライナ以外の国はヨーロッパ連合（EU）加盟国であることもあって、鉄道網・道路網を通じて人的・物的な交流が深まっている。国内では、西境でボルショド・アバウーイ・ゼンプレーン県と、南境でハイドゥー・ビハール県と接している。 
ハンガリーの中でも、失業率の高い地域である。しかしながら、まだ労働力が西欧諸国と比べて安価なこともあり大企業の工場移転が進んでおり、既にミシュラン、GE、HOYAなどの企業が同県に進出している。

## 写真

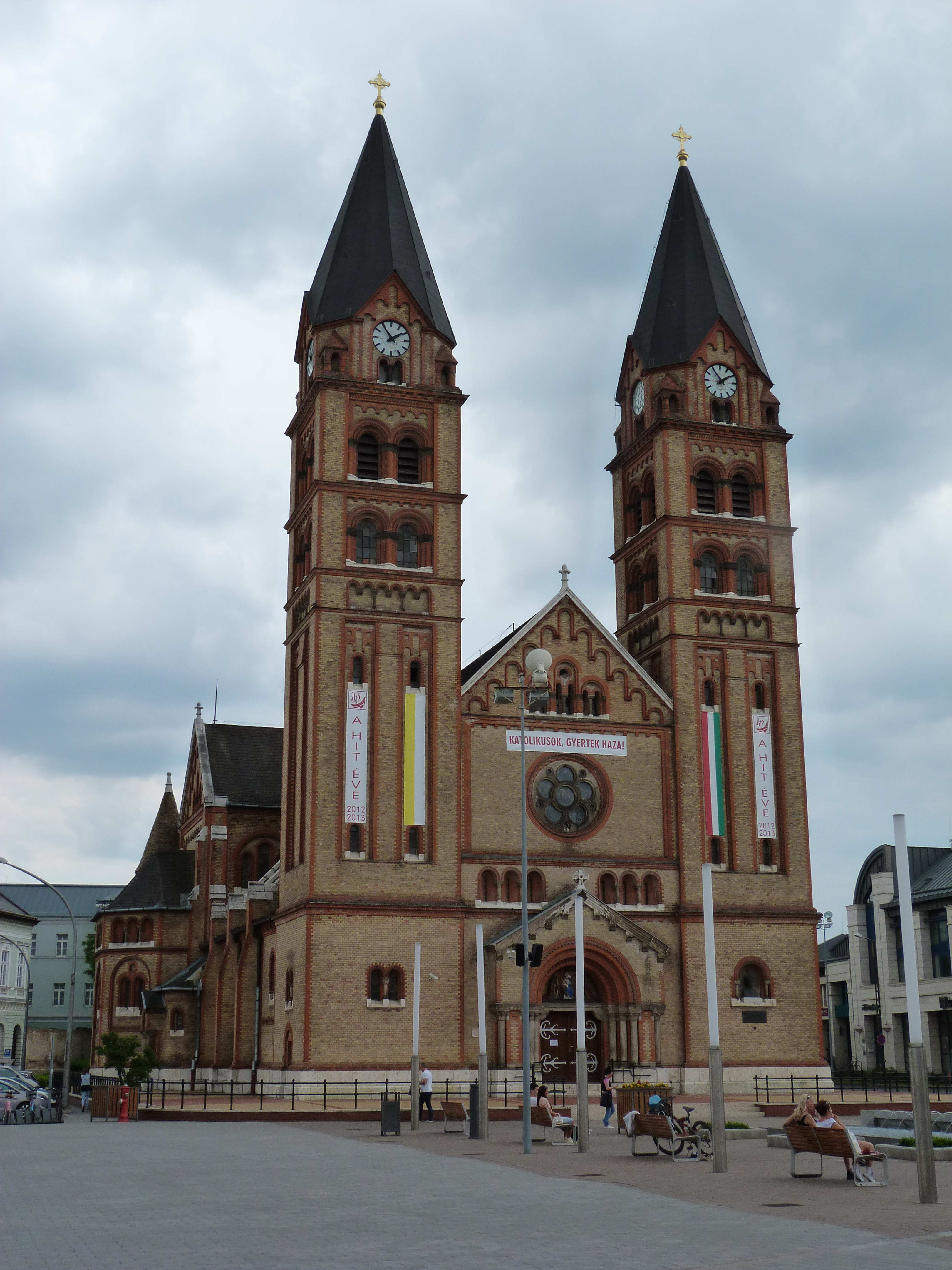
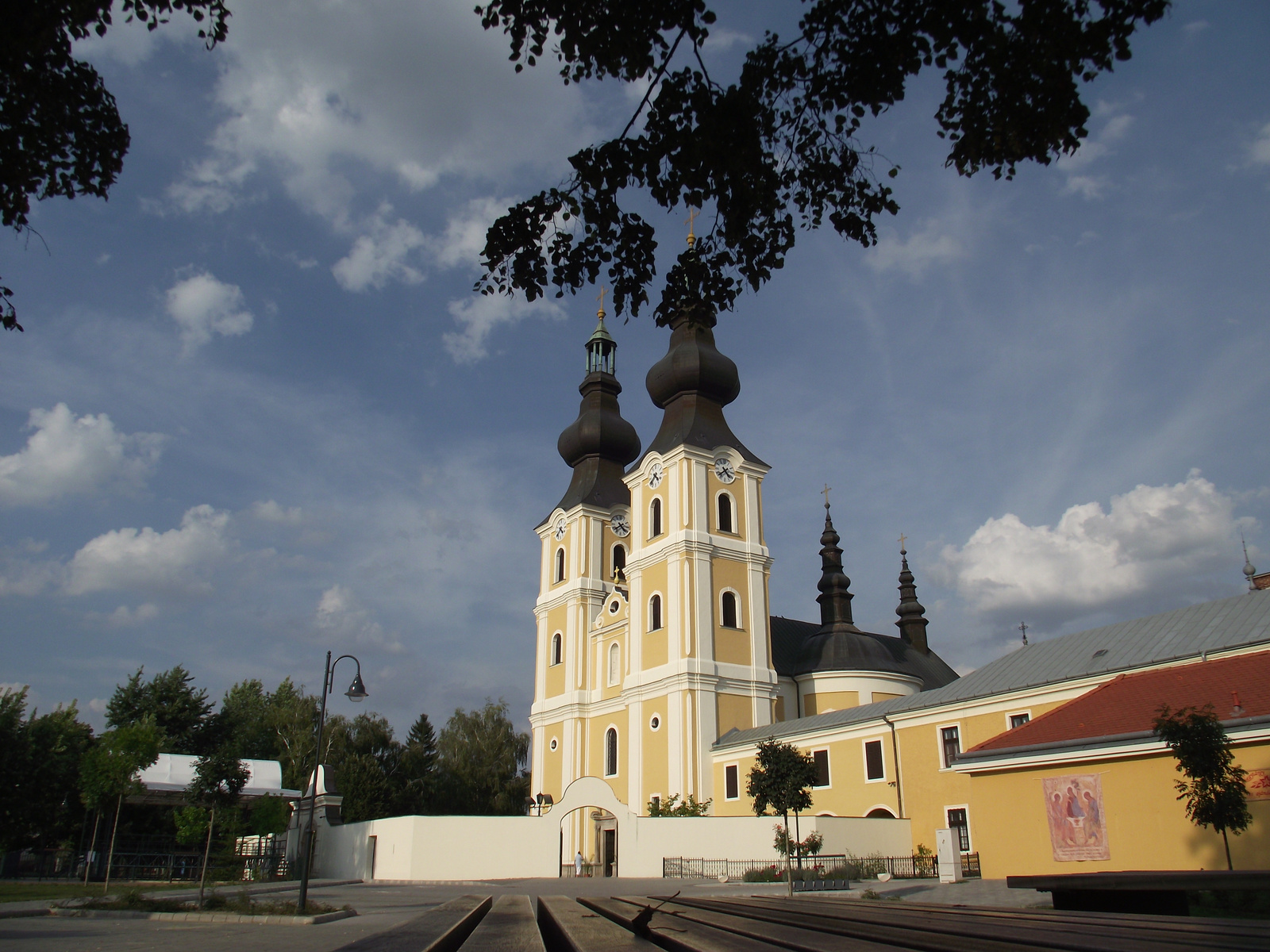
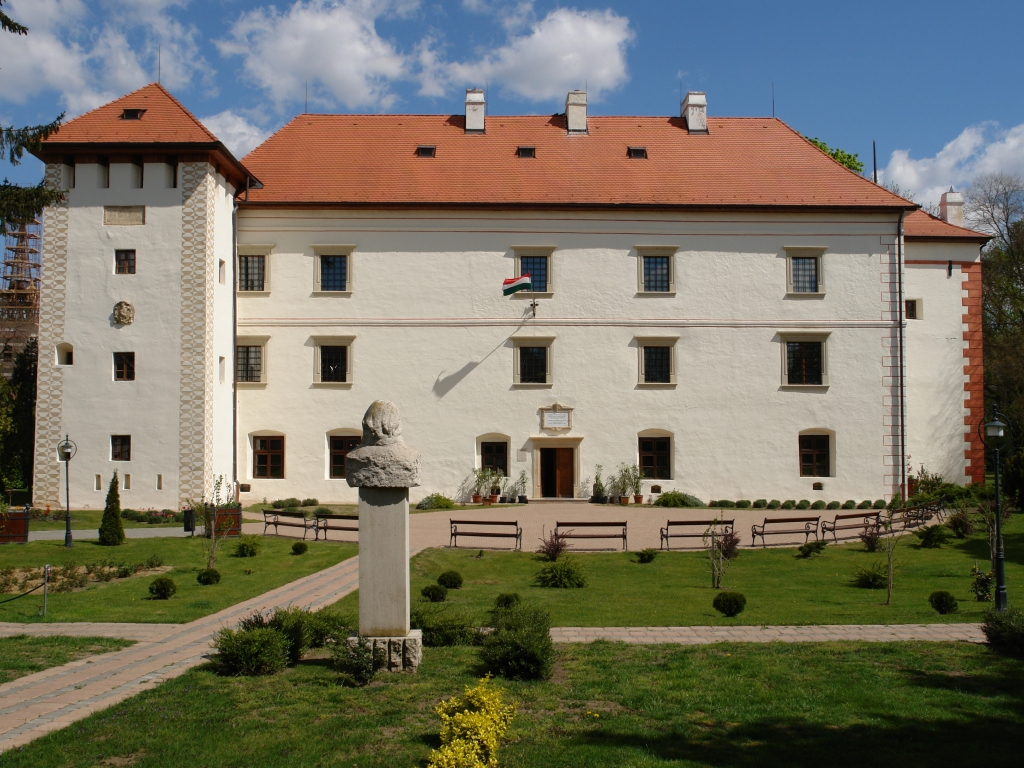
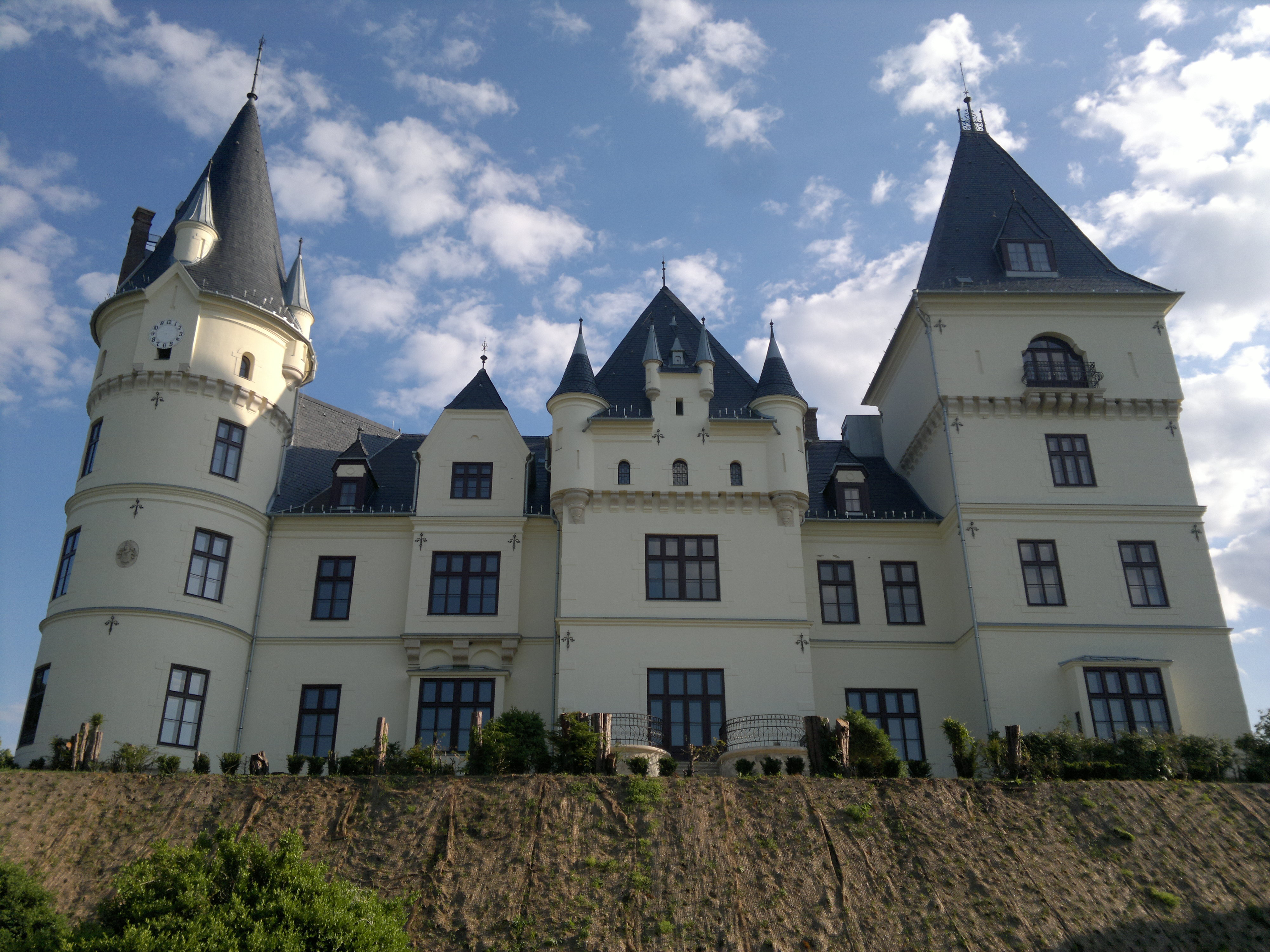
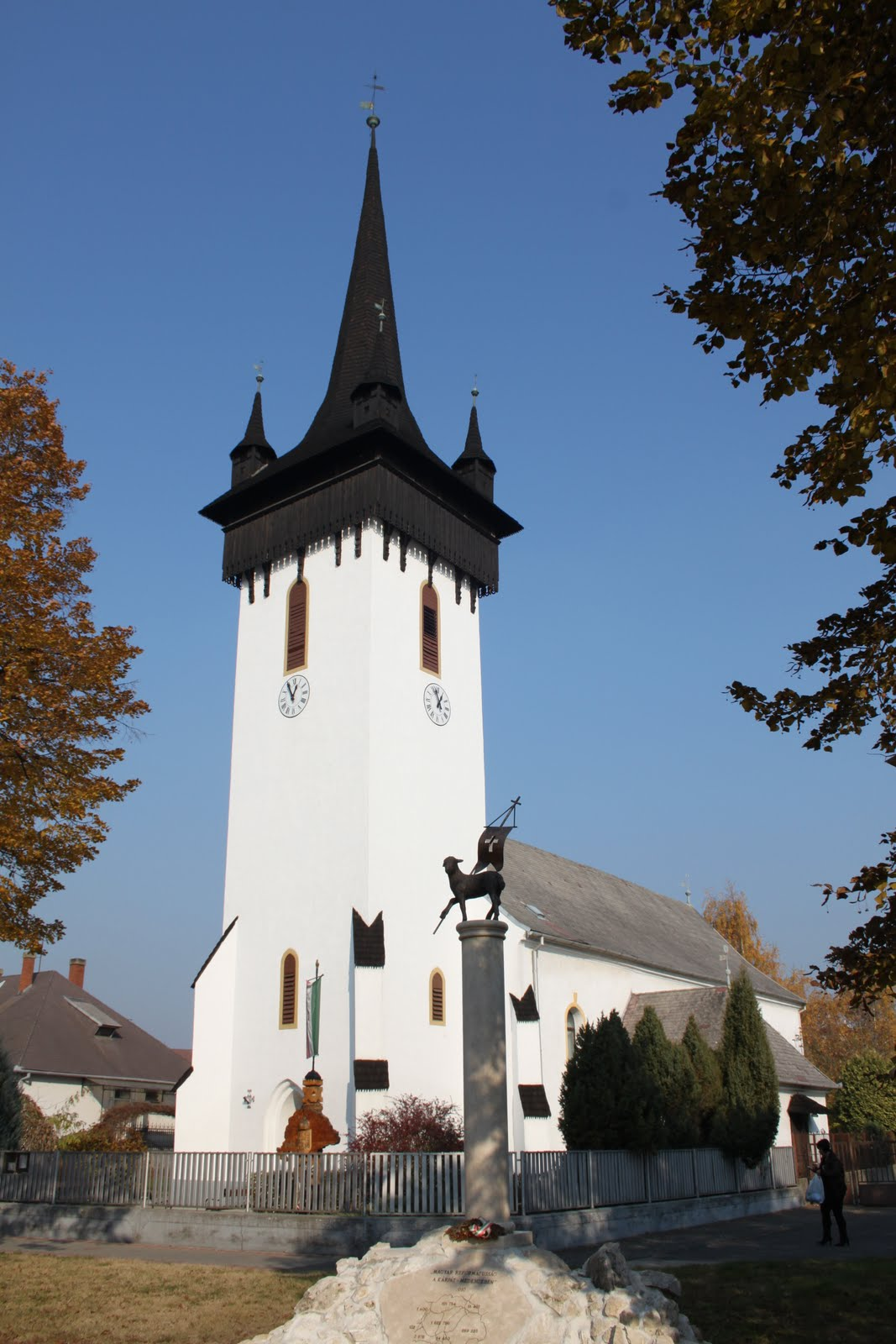
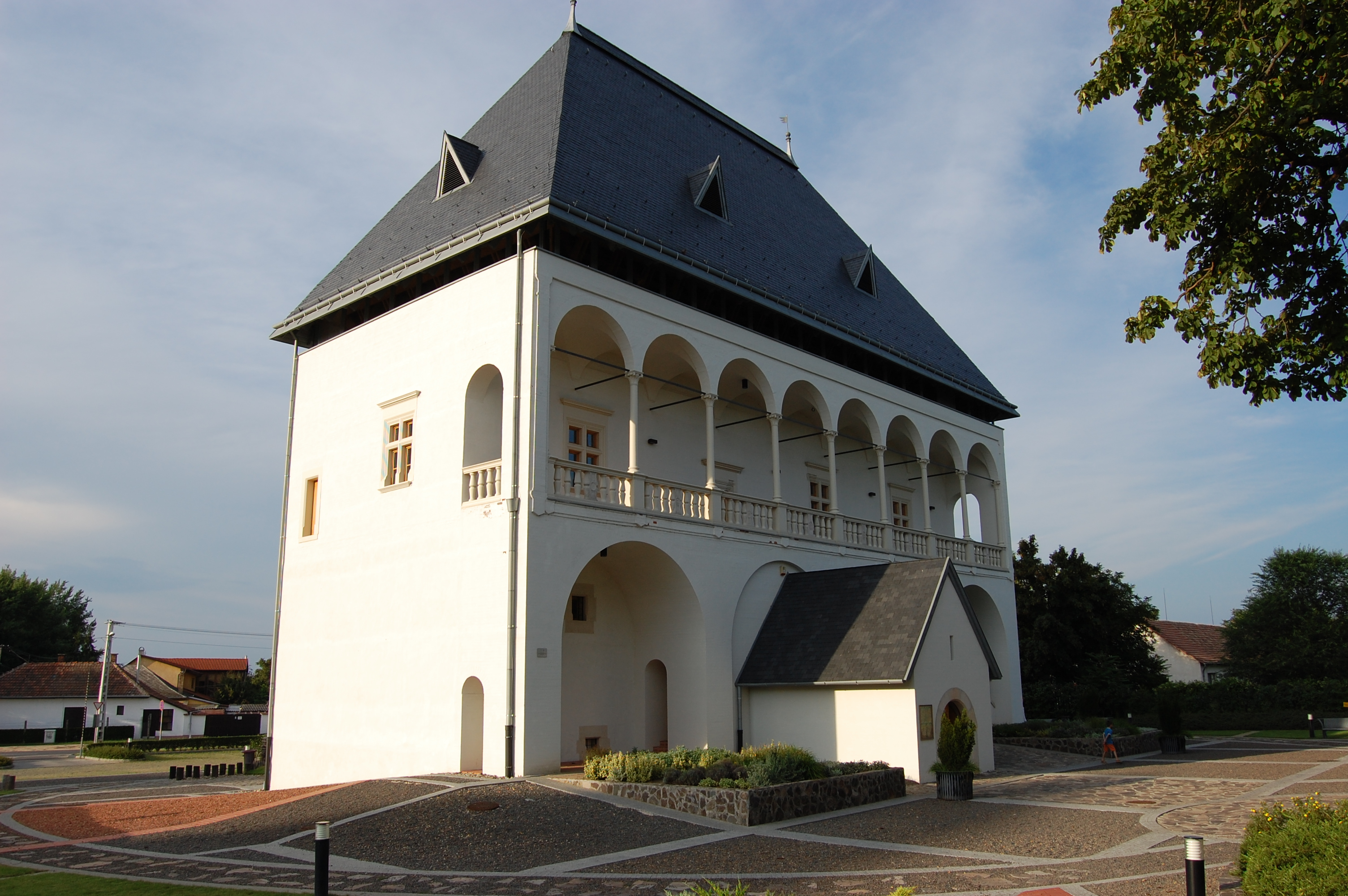
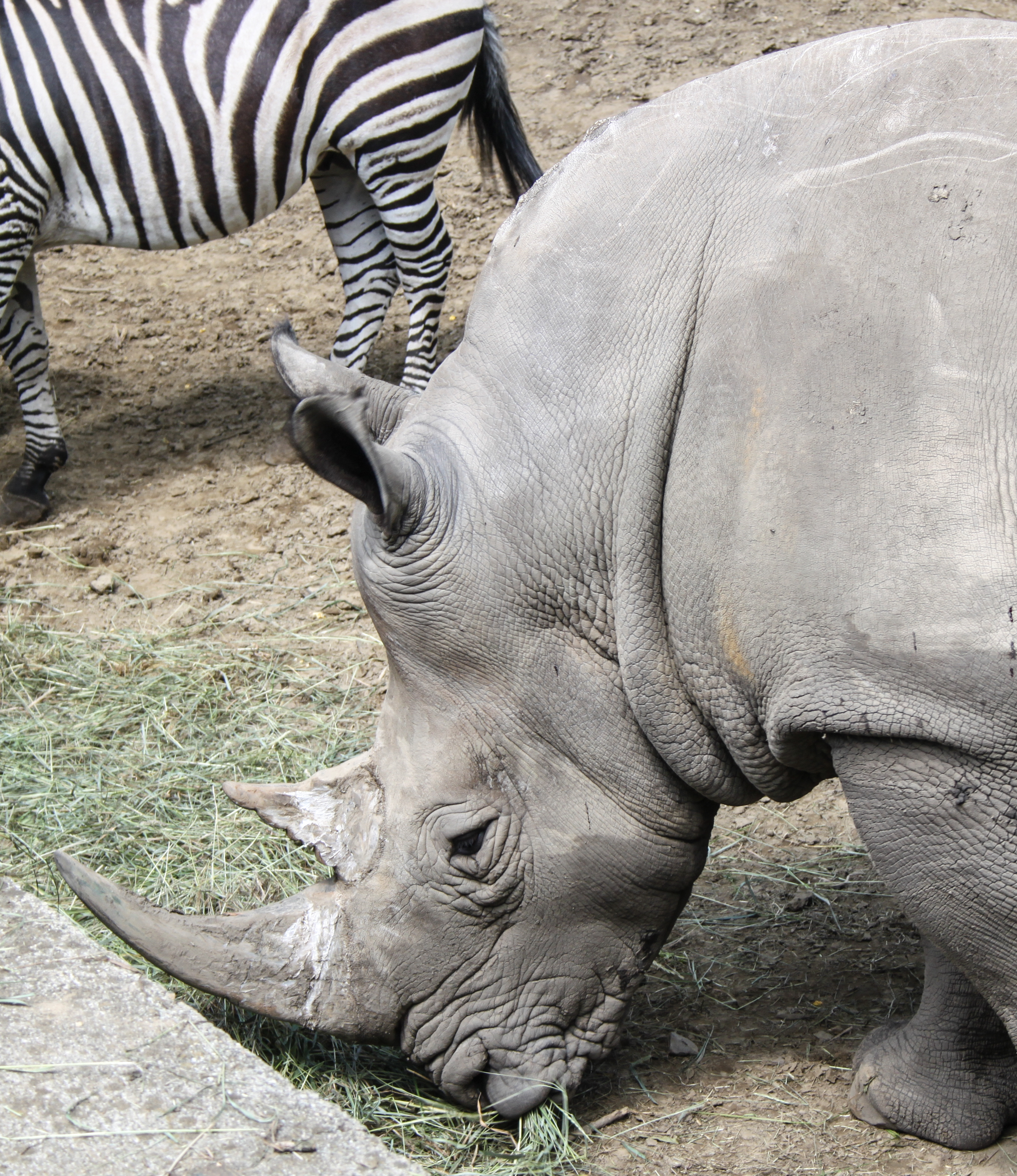
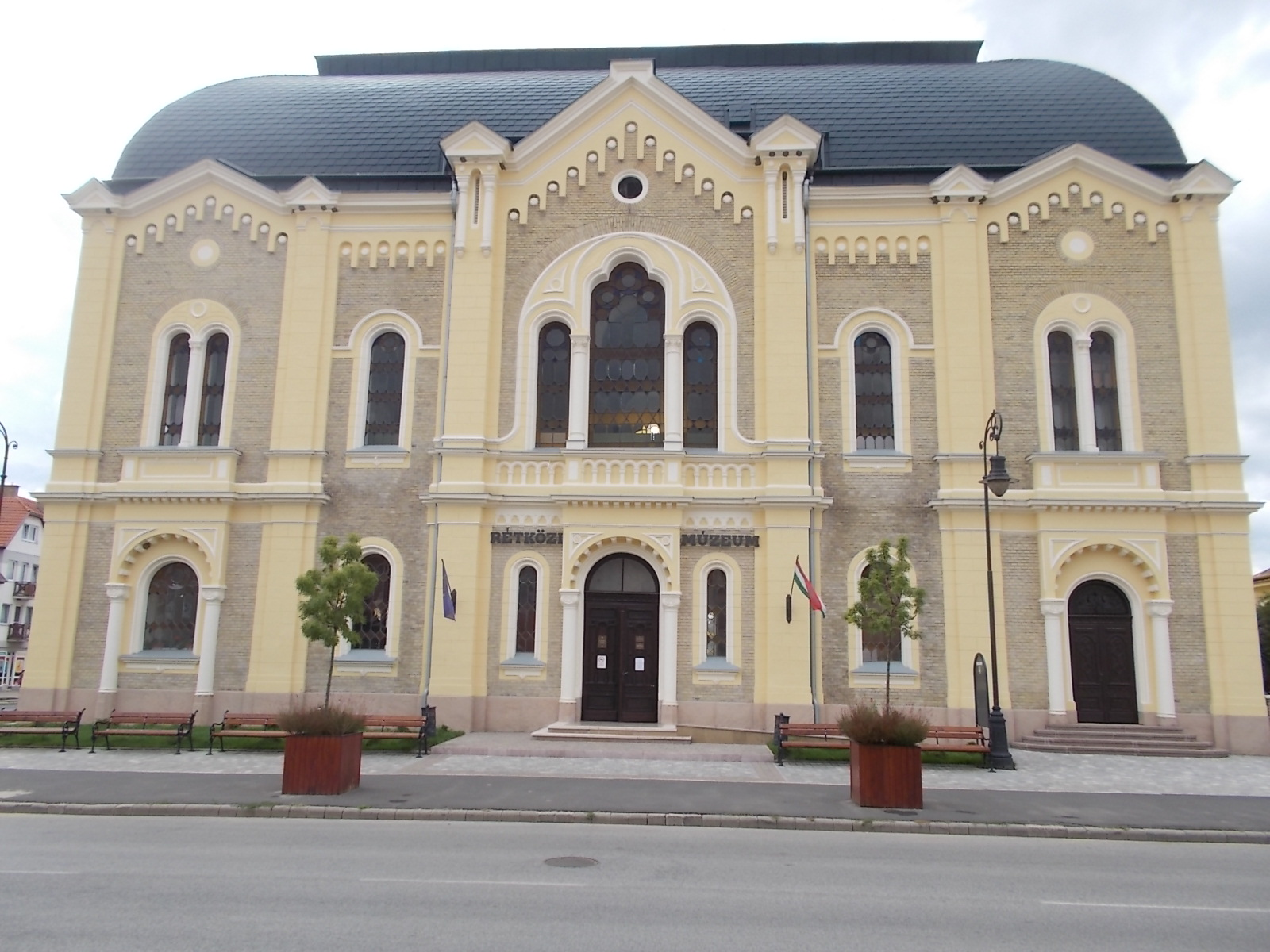

## 主な市町村
市
- ニーレジハーザ (118,125)

町
- マーテーサルカ (17,195)
- キシュヴァールダ (16,986)
- ウーイフェヘールトー (12,931)
- ティサヴァシュヴァーリ (12,848)
- ニールバートル (12,719)
- Nagykálló (9,702)
- ヴァーシャーロシュナメーニ (8,471)
- フェヘールジャルマト (7,893)
- イブラーニ (6,801)
- ニールテレク (6,654)
- バルカーニ (6,387)
- ナジェチェド (6,374)
- ティサレク (6,157)
- ナジハラース (5,632)
- チェンゲル (4,853)
- ケメチェ (4,755)
- ニールマダ (4,713)
- ラカマズ (4,555)
- デメチェル (4,246)
- マーンドク (4,191)
- ザーホニ (4,062)
- ドンブラード (3,954)
- バクタローラーントハーザ (3,916)
- Ajak (3,625)
- ヴァヤ (3,608)
- ニールルゴシュ (2,789)
- マーリアポーチ (2,186)